# Paul Gervais
Paul Gervais, voluit François Louis Paul Gervais (Parijs, 26 september 1816 - Parijs, 11 februari 1879) was een Frans zoöloog, paleontoloog en anatoom.
Hij studeerde onder meer bij Blainville en Duméril aan het Muséum national d'histoire naturelle in Parijs.
Van 1835 tot 1845 was hij een assistent aan het Muséum, en in 1845 werd hij benoemd tot hoogleraar zoölogie en vergelijkende anatomie aan de faculteit der wetenschappen in Montpellier. In 1856 werd hij de decaan van deze faculteit. In 1865 keerde hij terug naar Parijs waar hij de leerstoel in vergelijkende anatomie aan de Sorbonne bekleedde. In 1868 werd hij dan hoogleraar vergelijkende anatomie aan het natuurhistorisch museum van Parijs, waar zijn wetenschappelijke carrière was begonnen.
In 1874 werd hij verkozen als lid van de Académie des sciences.
Gervais bestudeerde vooral gewervelde dieren (zoogdieren, vogels en reptielen), ook fossiele soorten. Hij beschreef onder meer een aantal vleermuizensoorten (Nyctiellus lepidus, Artibeus cinereus, Micronycteris minuta), de walvissensoort Spitssnuitdolfijn van Gervais (Mesoplodon europaeus) en de vogelsoorten Cubaanse smaragdkolibrie (Chlorostilbon ricordii) en Adelberts honingzuiger (Chalcomitra adelberti). Plesiadapis, Mesosaurus en Simoedosaurus zijn enkele van de fossiele taxa die hij beschreef.

## Enkele publicaties
- Atlas de zoologie (1844)
- Zoologie et paléontologie françaises (1848-1852)
- Histoire naturelle des Mammifères (1854-1855)
- Éléments des sciences naturelles : zoologie comprenant l’anatomie, la physiologie, la classification et l’histoire naturelle des animaux, 1866
- Zoologie et Paléontologie générales (1867)
- Ostéographie des cétacés vivants et fossiles (1869, samen met Pierre-Joseph van Beneden)
- Mémoire sur plusieurs espèces de mammifères fossiles propres à l'Amérique méridionale (1873)